# Crocodiles (album)
Pour les articles homonymes, voir Crocodile (homonymie).
Albums de Echo and the Bunnymen
Heaven Up Here
(1981)
Singles
1. The Pictures on My Wall (première version)
Sortie : 5 mai 1979
2. Rescue
Sortie : 5 mai 1980

Crocodiles est le premier album du groupe de rock anglais Echo and the Bunnymen, sorti le 18 juillet 1980.
Il est produit par Bill Drummond et David Balfe sous le pseudonyme de The Chameleons (qui n'a aucun rapport avec le groupe du même nom). Ian Broudie produit deux chansons: Rescue, précédemment sortie en single en mai 1980, et Pride.
Une réédition de l'album en novembre 1980 comporte un 45 tours gratuit.
Une édition remastérisée est publiée en 2003 avec des titres supplémentaires.
Crocodiles est mentionné dans l'ouvrage de référence de Robert Dimery, 1001 albums qu'il faut avoir écoutés dans sa vie.

## Liste des titres

### Version originale
Toutes les chansons sont écrites et composées par Will Sergeant, Ian McCulloch, Les Pattinson et Pete de Freitas, sauf mention..
| 1. | Going Up        | 3:57 |
| 2. | Stars Are Stars | 2:45 |
| 3. | Pride           | 2:41 |
| 4. | Monkeys         | 2:49 |
| 5. | Crocodiles      | 2:38 |

| 6.  | Rescue              |                                    | 4:26 |
| 7.  | Villiers Terrace    |                                    | 2:44 |
| 8.  | Pictures on My Wall | - Sergeant - McCulloch - Pattinson | 2:52 |
| 9.  | All That Jazz       |                                    | 2:43 |
| 10. | Happy Death Men     |                                    | 4:56 |

Notes
Pictures on My Wall, premier single du groupe sorti en 1979 sous le titre The Pictures on My Wall, apparaît ici dans une nouvelle version.
Deux titres supplémentaires (Do It Clean et Read It in Books) figurent sur le format cassette audio au Royaume-Uni et aux États-Unis ainsi que sur les vinyles américains. Ces deux chansons sont présentes sur le 45 tours gratuit fourni avec l'album en novembre 1980.
Les premiers pressages au format CD en 1988 présentent la même liste de chansons que les vinyles originaux standards. 

### Version remastérisée (2003)
Liste des pistes 1 à 10 identique à l'édition originale.
| 11. | Do It Clean (Face B du single The Puppet sorti le 14 septembre 1980)            |                           | 2:44 |
| 12. | Read It in Books (Face B du single The Pictures on My Wall sorti le 5 mai 1979) | - McCulloch - Julian Cope | 2:31 |
| 13. | Simple Stuff (Face B du single Rescue sorti le 5 mai 1980)                      |                           | 2:38 |
| 14. | Villiers Terrace (première version)                                             |                           | 3:08 |
| 15. | Pride (première version)                                                        |                           | 2:54 |
| 16. | Simple Stuff (première version)                                                 |                           | 2:37 |
| 17. | Crocodiles (live)                                                               |                           | 5:09 |
| 18. | Zimbo (live)                                                                    |                           | 3:36 |
| 19. | All That Jazz (live)                                                            |                           | 2:53 |
| 20. | Over the Wall (live)                                                            |                           | 5:28 |

Notes
Do It Clean et Read It in Books sont produits par The Chameleons.
Simple Stuff est produit par Echo and the Bunnymen.
Villiers Terrace (première version), Pride (première version) et Simple Stuff (première version) sont produits par Pat Moran.
Crocodiles (live), Zimbo (live), All That Jazz (live) et Over the Wall (live) sont produits par Hugh Jones et Bill Drummond et figurent à l'origine sur le EP live Shine so Hard sorti en 1981.

## Musiciens
- Ian McCulloch – chant, guitare, piano
- Will Sergeant – guitare
- Les Pattinson – basse
- Pete de Freitas – batterie

Musicien supplémentaire
- Dave Balfe - claviers

## Classements hebdomadaires
| Classement (1980)             | Meilleure place |
| ----------------------------- | --------------- |
| Nouvelle-Zélande (RIANZ)      | 36              |
| Royaume-Uni (UK Albums Chart) | 17              |

## Certification
| Pays              | Certification | Unités certifiées |
| ----------------- | ------------- | ----------------- |
| Royaume-Uni (BPI) | Or            | 100 000           |